# Kedjeregeln
Kedjeregeln är inom matematisk analys en regel för derivering av sammansatta funktioner, det vill säga, om f och  g är funktioner, då anger kedjeregeln derivatan av deras sammansättning  f ∘ g (funktionen som avbildar x på f(g(x)) i termer av derivator av f och g och produkten av funktioner enligt
{\displaystyle (f\circ g)'=(f'\circ g)\cdot g'}
Detta kan mer explicit uttryckas i termer av variabeln x. Låt F = f ∘ g, eller ekvivalent, F(x) = f(g(x)) för alla x. Kedjeregeln kan då skrivas
{\displaystyle F'(x)=f'(g(x))\,g'(x)}
Kedjeregeln kan också skrivas med Leibniz notation: låt z vara en funktion av variabeln y, vilken själv är en funktion av x (y och z är därmed beroende variabler) och därmed blir även z en funktion av x:
{\displaystyle {\frac {dz}{dx}}={\frac {dz}{dy}}\cdot {\frac {dy}{dx}}}

## Funktioner av en variabel
Om
{\displaystyle y=f(u)} och {\displaystyle u=g(x)}, så att {\displaystyle y=f(g(x))},
anger kedjeregeln att
{\displaystyle {d \over dx}\,f(g(x))=f^{\prime }(g(x))\,g^{\prime }(x),}
där {\displaystyle g'(x)} kallas f:s inre derivata.
Med Leibniz notation skrivs detta
{\displaystyle {dy \over dx}={dy \over dg}{dg \over dx},}
då {\displaystyle {\frac {dg}{dx}}} är den inre derivatan.

## Funktioner av flera variabler
Inom flervariabelanalys fungerar kedjeregeln på ett liknande sätt.
Om
{\displaystyle y=f(\mathbf {u} (x))} och {\displaystyle \mathbf {u} (x)=(u_{1}(x),...,u_{n}(x))}
så är
{\displaystyle {\frac {dy}{dx}}={\frac {\partial f}{\partial u_{1}}}{\frac {du_{1}}{dx}}+...+{\frac {\partial f}{\partial u_{n}}}{\frac {du_{n}}{dx}}}.
Eftersom gradienten
{\displaystyle \nabla f=\left({\frac {\partial f}{\partial u_{1}}},...,{\frac {\partial f}{\partial u_{n}}}\right)}
och derivatan av den inre funktionen u är
{\displaystyle \mathbf {u} '(x)=\left({\frac {du_{1}}{dx}},...,{\frac {du_{n}}{dx}}\right)}
inser vi att derivatan {\displaystyle {\frac {dy}{dx}}} kan skrivas som en skalärprodukt enligt
{\displaystyle {\frac {dy}{dx}}=\nabla f\cdot \mathbf {u} '}.